# Dòng điện Foucault
Dòng điện Foucalt hay còn gọi là dòng điện xoáy (tiếng Anh: eddy current) là hiện tượng dòng điện sinh ra khi ta đặt một vật dẫn điện vào trong một từ trường biến đổi theo thời gian hay vật dẫn chuyển động cắt ngang từ trường. Nhà vật lý người Pháp Léon Foucault (1819-1868) là người đầu tiên đã chứng minh sự tồn tại của các dòng điện cảm ứng trong vật dẫn nhờ tác dụng của một từ thông biến thiên.
Nguyên nhân vật lý gây nên dòng điện Foucault chính là lực Lorentz hay lực điện tương đối tính tác động lên các hạt tích điện có thể chuyển động tự do trong vật dẫn.
Dòng điện Foucault luôn chống lại nguyên nhân gây ra nó, theo định luật Lenz. Nó tạo ra một cảm ứng từ có từ thông ngược nhằm chống lại sự biến thiên của từ thông đã tạo ra nó; hoặc tương tác với từ trường tạo ra nó gây ra lực cơ học luôn chống lại chuyển động của vật dẫn.
Dòng điện Foucault cũng là một hiệu ứng vật lý, trong nhiều hiệu ứng liên quan đến cảm ứng điện từ, có nhiều ứng dụng hay ý nghĩa thực tiễn. Nó cũng có chung bản chất với hiệu ứng bề mặt trong các dây dẫn điện xoay chiều.

## Thí nghiệm của Foucault
Foucault đã làm thí nghiệm sau để khám phá ra dòng điện mang tên ông.
1. Ông quay một đĩa kim loại quanh một trục không ma sát. Đĩa quay một lúc lâu.
2. Ông lặp lại thí nghiệm trên, nhưng đặt đĩa kim loại trong một từ trường mạnh. Đĩa nhanh chóng dừng lại khi được đưa vào từ trường, và đồng thời bị nóng lên.

Thí nghiệm trên có thể giải thích như sau: Các hạt tích điện có thể chuyển động tự do trong đĩa kim loại (cụ thể là electron), chuyển động, cùng với đĩa, trong từ trường sẽ chịu lực Lorentz gây ra bởi từ trường, làm lệch quỹ đạo chuyển động. Điều này cũng có nghĩa là các hạt tích điện này sẽ chuyển động tương đối so với đĩa tạo ra dòng điện xoáy, dòng điện Foucault, trong đĩa. Dòng điện này bị cản trở bởi điện trở của đĩa và sinh ra nhiệt lượng làm nóng đĩa. Theo định luật bảo toàn năng lượng, động năng của đĩa đang quay được chuyển hóa thành nhiệt năng của nó, và đĩa buộc phải quay chậm lại khi nóng lên.

## Công thức tính
Xem xét một vòng dây dẫn điện nằm trong từ trường. Hiệu điện thế sinh ra dọc theo vòng dây tỷ lệ với biến thiên từ thông, {\displaystyle {\frac {d\phi }{dt}}}, qua vòng dây đó, theo dạng tích phân của định luật cảm ứng Faraday:
{\displaystyle U={\frac {d\phi }{dt}}}
Dòng điện chạy trong dây, dòng điện Foucault, theo định luật Ohm, tỷ lệ nghịch với điện trở, {\displaystyle R\,}, của dây:
{\displaystyle I={\frac {U}{R}}={\frac {d\phi }{dt\times R}}}
Nếu cường độ từ trường đồng nhất, {\displaystyle B\,}, trên toàn tiết diện cắt ngang của vòng dây dẫn (tiết diện vuông góc với từ trường), {\displaystyle S\,}, thì từ thông {\displaystyle \phi \,} là:
{\displaystyle \phi =S\times B\,}
Trong trường hợp tiết diện vòng dây, {\displaystyle S\,} không thay đổi, biến thiên từ thông, {\displaystyle {\frac {d\phi }{dt}}}, là:
{\displaystyle {\frac {d\phi }{dt}}=S\times {\frac {dB}{dt}}}
Nên dòng Foucault là:
{\displaystyle I=S\times {\frac {dB}{dt\times R}}}
Trong trường hợp từ trường biến đổi điều hòa ({\displaystyle B=B_{0}\times \sin(\omega t)\,}, do đó {\displaystyle {\frac {dB}{dt}}=B_{0}\times \omega \times \cos(\omega t)}), ta có:
{\displaystyle I={\frac {S\times B_{0}\times \omega \times \cos(\omega t)}{R}}}

## Tác hại
Trong các máy biến thế và động cơ điện, lõi sắt của chúng nằm trong từ trường biến đổi. Trong lõi có các dòng điện Foucault xuất hiện. Do hiệu ứng Joule-Lenz, năng lượng của các dòng Foucault bị chuyển hóa thành nhiệt làm máy nhanh bị nóng, một phần năng lượng bị hao phí và làm giảm hiệu suất máy.
Để giảm tác hại này, người ta phải giảm dòng Foucault xuống. Muốn vậy, người ta tăng điện trở của các lõi. Người ta không dùng cả khối sắt lớn làm lõi mà dùng nhiều lá sắt mỏng được sơn cách điện và ghép lại với nhau sao cho các lát cắt song song với chiều của từ trường. Dòng điện Foucault do đó chỉ chạy trong từng lá mỏng. Vì từng lá đơn lẻ có kích thước nhỏ, do đó có điện trở lớn, nên cường độ dòng điện Foucault trong các lá đó bị giảm đi nhiều so với cường độ dòng Foucault trong cả khối sắt lớn. Vì vậy, năng lượng điện bị hao phí cũng giảm đi. Đó là lý do tại sao các máy biến thế truyền thống thường dùng các lõi tôn silic (sắt silic) được cán mỏng bởi chúng có điện trở suất sẽ làm giảm thiểu tổn hao do dòng Foucault; hoặc các lõi biến thế hiện nay sử dụng các vật liệu từ mềm đặc biệt là hợp kim tinh thể nano có điện trở suất cao. Trong kỹ thuật cao tần và siêu cao tần, người ta bắt buộc phải sử dụng lõi dẫn từ là các vật liệu gốm ferit có điện trở suất cao làm tổn hao Foucault được giảm thiểu.

## Lợi ích
Dòng Foucault không phải là chỉ có hại. Nó cũng được sử dụng trong nhiều lĩnh vực, chẳng hạn như luyện kim, đệm từ trường, phanh từ trường... Dưới đây liệt kê một số ứng dụng:
- Đệm từ trường: Đặt một vật dẫn trên một từ trường tăng dần từ cao xuống thấp, khi vật rơi xuống bởi trọng lực sẽ có từ thông qua nó tăng lên, tạo dòng Foucault phản kháng lại sự rơi này. Nếu vật làm bằng chất siêu dẫn, có điện trở bằng không, tạo ra dòng điện Foucault hoàn hảo (hiệu ứng Meissner), sinh ra lực điện phản kháng đủ lớn để có thể triệt tiêu hoàn toàn trọng lực đối kháng, cho phép tạo ra đệm từ trường, nâng vật nằm cân bằng trên không trung. Đệm từ có thể được ứng dụng để nâng tàu cao tốc, giảm ma sát (do ma sát chỉ có giữa thân tàu và không khí), tăng vận tốc chuyển động của tàu.
- Luyện kim: Hiệu ứng được ứng dụng trong các lò điện cảm ứng, đặc biệt phù hợp với nấu chảy kim loại trong chân không để tránh tác dụng hóa học của không khí xung quanh. Người ta đặt kim loại vào trong lò và rút không khí bên trong ra. Xung quanh lò quấn dây điện. Cho dòng điện xoay chiều có tần số cao chạy qua cuộn dây đó. Dòng điện này sẽ tạo ra trong lò một từ trường biến đổi nhanh, làm xuất hiện dòng điện Foucault mạnh và tỏa ra nhiệt lượng rất lớn đủ để nấu chảy kim loại. Cuộn dây cho dòng cao tần chạy qua thường là cuộn dây có dạng các ống rỗng, sử dụng nước làm mát ở bên trong đồng thời dòng điện cao tần sẽ chỉ dẫn trên lớp vỏ ngoài do hiệu ứng lớp da.
- Bếp từ (hay bếp điện cảm ứng): bếp từ sử dụng trong nội trợ cũng hoạt động theo nguyên tắc tương tự. Bếp này tạo ra, trong khoảng cách vài milimét trên bề mặt bếp, một từ trường biến đổi. Đáy nồi bằng kim loại nằm trong từ trường này sẽ nóng lên, nấu chín thức ăn. Ưu điểm của bếp là tốc độ đun nấu nhanh, do giảm được nhiệt dung (không còn nhiệt dung của bếp, chỉ có nhiệt dung của nồi). Việc điều chỉnh nhiệt độ và các chế độ nấu nướng cũng được thực hiện chính xác và dễ dàng hơn. Tuy nhiên bếp có thể có các hiệu ứng cảm ứng điện từ chưa được kiểm chứng đối với sức khỏe con người.
- Đồng hồ đo điện: Trong một số loại đồng hồ đo điện, người ta ứng dụng dòng điện Foucault để làm tắt nhanh dao động của kim đồng hồ. Người ta gắn vào một đầu của kim một đĩa kim loại nhỏ (bằng đồng hoặc nhôm), đặt đĩa này trong từ trường của một nam châm vĩnh cửu. Khi kim chuyển động, đĩa kim loại cũng bị chuyển động theo. Từ thông qua đĩa thay đổi làm xuất hiện trong đĩa những dòng điện Foucault. Theo định luật Lenz, dòng điện Foucault tương tác với từ trường của nam châm gây ra lực chống lại sự chuyển động của đĩa. Kết quả là dao động của kim bị tắt đi nhanh chóng.
- Phanh (hay thắng hay thiết bị giảm tốc): Những loại phanh theo nguyên lý trên hiện nay được dùng làm phanh hãm cho xe tải, cần trục, tàu hỏa cao tốc, hay thậm chí xe đẩy, xe đạp,... Các bánh xe đều có đĩa kim loại. Khi cần giảm tốc độ, một từ trường mạnh được đưa vào các đĩa này (ví dụ bằng cách di động một nam châm vĩnh cửu ôm qua đĩa). Lợi điểm của phương pháp phanh này là phanh không bao giờ bị hao mòn, giảm chi phí bảo dưỡng. Đồng thời việc điều chỉnh lực giảm tốc cũng có thể được thực hiện chính xác hơn phanh ma sát thông thường.
- Trong y tế: có một liệu pháp gọi là gắng sức trên xe đạp (ergometry) sử dụng dòng điện Foucault để xác định bệnh thiếu máu cơ tim: Xe đạp có một bánh bằng đồng nằm giữa hai cực của một nam châm điện, khi bệnh nhân đạp xe tạo ra một dòng Foucault, sinh ra một lực cản được tính bằng Ws hay KGm. Người bệnh ngồi trên xe đạp, đạp với các mức gắng sức tăng dần, mỗi lần thử kéo dài từ 3 đến 5 phút, ghi lại điện tâm đồ và đo hệ số HA sau mỗi lượt thử (H là viết tắt của hypokinesia nghĩa là giảm động, A là viết tắt của akinesia nghĩa là bất động, dyskinesia nghĩa là loạn động).
- Máy phát điện: Dòng Foucault chạy trong kim loại chuyển động năng vật dẫn thành năng lượng của dòng điện, do vậy cũng được ứng dụng làm máy phát điện.
- Microphone: Tương tự như hoạt động của máy phát điện nêu trên, năng lượng của rung động âm thanh có thể được chuyển tải thành dòng điện, mang theo thông tin của âm thanh, dùng trong một số microphone.
- Dò kim loại: Dòng điện Foucault còn được dùng để tham dò chất lượng các thiết bị kim loại, như ống đổi nhiệt.